# Bolko II Mały
Bolko (Bolesław) II Mały (świdnicki) (ur. między 1309 a 1312 rokiem, zm. 28 lipca 1368) –  książę świdnicki od 1326, jaworski od 1346, łużycki od 1364 roku, na połowie książę brzeski i oławski od 1358, książę siewierski od 1359, na połowie książę głogowski i ścinawski od 1361 roku. Ostatni niezależny książę piastowski na Śląsku.

## Genealogia i początek rządów
Bolko II był najstarszym synem księcia świdnickiego Bernarda i Kunegundy, córki króla, Władysława Łokietka. Przydomek Mały otrzymał jeszcze w źródłach mu współczesnych, na skutek dość niskiego wzrostu. Udzielną władzę w przysługującym mu po ojcu księstwie świdnickim objął zapewne jeszcze w 1326 roku, choć początkowo znajdował się pod opieką stryjów: księcia Ziębic Bolka II i księcia Jawora Henryka i matki, Kunegundy.
|  |                                                                             |  |  |  |  |  |  |  |  |  |  |  |  |
|  | Bolesław II Rogatka (ur. między 1220 a 1225, zm. 26 grudnia 1278)           |  |  |  |  |  |  |  |  |  |  |  |  |
|  |                                                                             |  |  |  |  |  |  |  |  |  |  |  |  |
|  |                                                                             |  |  |  |  |  |  |  |  |  |  |  |  |
|  | Bolko I Surowy (ur. pomiędzy 1252 a 1256, zm. 9 listopada 1301)             |  |  |  |  |  |  |  |  |  |  |  |  |
|  |                                                                             |  |  |  |  |  |  |  |  |  |  |  |  |
|  |                                                                             |  |  |  |  |  |  |  |  |  |  |  |  |
|  | Jadwiga anhalcka (zm. 21 grudnia 1259)                                      |  |  |  |  |  |  |  |  |  |  |  |  |
|  |                                                                             |  |  |  |  |  |  |  |  |  |  |  |  |
|  |                                                                             |  |  |  |  |  |  |  |  |  |  |  |  |
|  | Bernard świdnicki (ur. pomiędzy 1288 a 1291, zm. 6 maja 1326)               |  |  |  |  |  |  |  |  |  |  |  |  |
|  |                                                                             |  |  |  |  |  |  |  |  |  |  |  |  |
|  |                                                                             |  |  |  |  |  |  |  |  |  |  |  |  |
|  | Otto V Długi (ur. ok. 1246, zm. 1298 lub 1299)                              |  |  |  |  |  |  |  |  |  |  |  |  |
|  |                                                                             |  |  |  |  |  |  |  |  |  |  |  |  |
|  |                                                                             |  |  |  |  |  |  |  |  |  |  |  |  |
|  | Beatrycze Brandenburska                                                     |  |  |  |  |  |  |  |  |  |  |  |  |
|  |                                                                             |  |  |  |  |  |  |  |  |  |  |  |  |
|  |                                                                             |  |  |  |  |  |  |  |  |  |  |  |  |
|  | Judyta (Jutta) z Hennebergu                                                 |  |  |  |  |  |  |  |  |  |  |  |  |
|  |                                                                             |  |  |  |  |  |  |  |  |  |  |  |  |
|  |                                                                             |  |  |  |  |  |  |  |  |  |  |  |  |
|  | Bolko II Mały Świdnicki                                                     |  |  |  |  |  |  |  |  |  |  |  |  |
|  |                                                                             |  |  |  |  |  |  |  |  |  |  |  |  |
|  |                                                                             |  |  |  |  |  |  |  |  |  |  |  |  |
|  | Kazimierz I kujawski zm. 14 grudnia 1267                                    |  |  |  |  |  |  |  |  |  |  |  |  |
|  |                                                                             |  |  |  |  |  |  |  |  |  |  |  |  |
|  |                                                                             |  |  |  |  |  |  |  |  |  |  |  |  |
|  | Władysław I Łokietek                                                        |  |  |  |  |  |  |  |  |  |  |  |  |
|  |                                                                             |  |  |  |  |  |  |  |  |  |  |  |  |
|  |                                                                             |  |  |  |  |  |  |  |  |  |  |  |  |
|  | Eufrozyna opolska zm. 4 listopada po 1291                                   |  |  |  |  |  |  |  |  |  |  |  |  |
|  |                                                                             |  |  |  |  |  |  |  |  |  |  |  |  |
|  |                                                                             |  |  |  |  |  |  |  |  |  |  |  |  |
|  | Kunegunda Łokietkówna (ur. ok. 1295, zm. 9 kwietnia 1331 lub 1333)          |  |  |  |  |  |  |  |  |  |  |  |  |
|  |                                                                             |  |  |  |  |  |  |  |  |  |  |  |  |
|  |                                                                             |  |  |  |  |  |  |  |  |  |  |  |  |
|  | Bolesław Pobożny zm. 13 lub 14 kwietnia 1279                                |  |  |  |  |  |  |  |  |  |  |  |  |
|  |                                                                             |  |  |  |  |  |  |  |  |  |  |  |  |
|  |                                                                             |  |  |  |  |  |  |  |  |  |  |  |  |
|  | Jadwiga kaliska                                                             |  |  |  |  |  |  |  |  |  |  |  |  |
|  |                                                                             |  |  |  |  |  |  |  |  |  |  |  |  |
|  |                                                                             |  |  |  |  |  |  |  |  |  |  |  |  |
|  | Jolenta Helena (ur. ok. 1244 w Ostrzyhomiu, zm. 17 czerwca 1298 w Gnieźnie) |  |  |  |  |  |  |  |  |  |  |  |  |
|  |                                                                             |  |  |  |  |  |  |  |  |  |  |  |  |
|  |                                                                             |  |  |  |  |  |  |  |  |  |  |  |  |

## Próby zabezpieczenia niepodległości księstwa
Linię polityczną jego rządów od początku wyznaczało twarde stanie na straży niezależności względem potężnych sąsiadów, zwłaszcza zaś wobec króla czeskiego, Jana Luksemburskiego. Do pierwszej poważnej próby sił między księciem świdnickim a królem czeskim doszło już w 1329 roku. Po akcji militarnej i politycznej Jana Luksemburskiego tylko najbliższa rodzina Bolka odmówiła złożenia hołdu lennego – jego stryjowie i szwagier Bolka, książę głogowski, Przemko. Książę świdnicki nie czuł się wtedy jeszcze na siłach zbrojnie walczyć o zachowanie swojej pozycji, tak więc zdecydował się udać na dwór węgierski, Karola Roberta, by tam bronić niepodległości swojego władztwa. Następnie w krótkim czasie nawiązał kontakty z królem polskim, Władysławem Łokietkiem (swoim dziadkiem), by w sierpniu 1329 roku udać się do Włoch, do obozu Ludwika Bawarskiego. Częste podróże Bolka II, oprócz chęci zabezpieczenia swojego księstwa przed zakusami Luksemburgów, miały także i ukryte znaczenie: doprowadzenie do pokoju i zawarcia sojuszu skierowanego przeciw królowi czeskiemu między Wittelsbachami a Władysławem Łokietkiem.

## Wyprawa Jana Luksemburskiego na Śląsk w 1331 roku
Szeroko zakrojona akcja dyplomatyczna ostatecznie nie zabezpieczyła wystarczająco niezależności księstwa Bolka. W 1331 roku nastąpiła wyprawa Jana Luksemburskiego na Śląsk, co było częścią większej akcji władcy czeskiego zorganizowanej razem z zakonem krzyżackim przeciwko królowi polskiemu, Władysławowi Łokietkowi. O postawie Bolka w czasie tego konfliktu skądinąd nie wiemy nic, ale zadziwiają okoliczności spóźnienia się władcy czeskiego pod umówiony z Krzyżakami Kalisz. Otóż Jan został zmuszony do zaangażowania większości swoich sił do uspokojenia sytuacji na Śląsku, oblegając i zdobywając najpierw należący do dzierżaw Bolka gród w Niemczy, by udać się w końcu pod Głogów, gdzie pozbawił oprawy wdowiej (otrzymanej po śmierci księcia głogowskiego Przemka, która notabene nastąpiła nie bez podejrzenia otrucia z inspiracji Luksemburgów) siostrę Bolka, Konstancję (do spadku po Przemku aspiracje swoje zgłosił także książę świdnicki, jednak wobec jednak wcielenia Głogowa do Korony Czeskiej nie zostały one zaspokojone).

## Hołd lenny Bolka Ziębickiego
W 1336 roku nastąpił kolejny wyłom w niezależnej polityce najbliższych krewnych Bolka – hołd lenny złożył stryj księcia świdnickiego, Bolko II ziębicki, skuszony oddaniem mu w dożywotnie władanie ziemi kłodzkiej. Inną przyczyną było zawarcie umów polsko-czeskich w Trenczynie i Wyszehradzie w 1335 roku, w których król, Kazimierz III Wielki rezygnował (wprawdzie nie ostatecznie) z praw do księstw śląskich, ale tylko tych, które już wcześniej były lennami czeskimi.

## Sojusz z Wittelsbachami, Polską i Węgrami
W następnych latach Bolko II kontynuował politykę współpracy z królami polskim Kazimierzem III Wielkim i węgierskim, Karolem Robertem, a od 1342 roku Ludwikiem. W 1338 roku, w celu zwiększenia swojej międzynarodowej pozycji, Bolko II zdecydował się na ślub z Agnieszką, pochodzącą z rywalizujących z Luksemburgami, Habsburgów. Owocem ścisłej współpracy było zawarcie niezwykle korzystnego układu handlowego, otwierającego drogę kupcom z księstwa świdnickiego na opanowywaną przez króla polskiego, Kazimierza, Ruś Halicką. 1 stycznia 1345 roku, dzięki pośrednictwu Bolka, został oficjalnie zawarty sojusz Wittelsbachów z królami Kazimierzem Wielkim i Ludwikiem Węgierskim.

## Wojna Kazimierza Wielkiego o Śląsk (1345–1348)
Powstały w ten sposób obóz antyluksemburski miał okazję sprawdzić się już wiosną tego samego roku, kiedy po uwięzieniu przez króla polskiego, Kazimierza III Wielkiego wracającego z Malborka Karola, syna Jana Luksemburskiego, ten ostatni zdecydował się skończyć wreszcie z niezależnością świdnickiego Piasta. Układu sojuszniczego dochowali wiernie królowie polski i węgierski, wkraczając w maju 1345 roku na Śląsk, co wobec konieczności podziału wojsk czeskich umożliwiło Bolkowi wytrzymać oblężenie przez nie Świdnicy. Umowy nie dotrzymał za to cesarz Ludwik Wittelsbach, który szybko zawarł separatystyczny pokój. Wojna toczyła się ze zmiennym szczęściem, bez większych sukcesów żadnej ze stron (na froncie świdnickim, nie udało się uniknąć pewnych strat, jeszcze w 1345 roku Bolko utracił bowiem twierdzę w Kamiennej Górze, którą udało mu się odzyskać dopiero trzy lata później). Wkrótce wojna utknęła jednak w martwym punkcie, zwłaszcza wobec śmierci w 1346 roku Jana Luksemburskiego, a rok później Ludwika Wittelsbacha (Jan przepojony ideałami rycerskimi zginął na wojnie angielsko-francuskiej w bitwie pod Crecy). Bolko wtedy, pomimo wcześniejszego nieudzielenia mu pomocy przez Ludwika, zaangażował się w poparcie dla synów zmarłego cesarza, niemogących sobie poradzić z przejęciem Brandenburgii. 22 listopada w 1348 roku w Namysłowie doszło do zawarcia pokoju. Bolko II z nieznanych powodów w konferencji pokojowej nie uczestniczył, a jego interesy reprezentował tam Kazimierz Wielki. Do ostatecznego unormowania stosunków księcia świdnickiego z nowym cesarzem rzymskim i królem czeskim Karolem IV doszło jednak dopiero w wyniku arbitrażu Albrechta Habsburga 16 sierpnia 1350 r.

## Pokój w Namysłowie (1348) i ugoda z Karolem IV Luksemburskim (1353)
Po zawarciu pokoju w Namysłowie w 1348 roku dotychczasowa wybitnie antyluksemburska polityka Bolka straciła rację bytu. Książę świdnicki rozpoczął więc proces zbliżania się do Karola IV, nie rezygnując przy tym z dobrych stosunków z Kazimierzem Wielkim i Ludwikiem Węgierskim. 13 grudnia 1350 roku, nie mając męskiego potomka, Bolko II zadecydował się wydać swoją bratanicę Annę (córkę Henryka II) za mąż za syna cesarza, zobowiązując się po swojej bezpotomnej śmierci przekazać całość swojego dziedzictwa potomstwu młodych oblubieńców (z zachowaniem jednak dożywocia w formie oprawy wdowiej żonie Bolka, Agnieszce Habsburżance). Umowa wobec rychłej śmierci syna Karola IV stała się jednak nieaktualna. Mimo to cesarz postanowił nie rezygnować z próby pokojowego zawładnięcia dziedzictwem Bolkowym, proponując siebie jako kandydata na małżonka Anny. Do zawarcia umowy ślubnej doszło na zjedzie monarchów w Wiedniu w 1353 roku i jeszcze tego samego roku Anna została koronowana na królową czeską i cesarzową rzymską.

## Współpraca z Luksemburgami. Rozszerzanie granic księstwa
Polityka ścisłej współpracy z Karolem IV Luksemburskim przyniosła Bolkowi II bardzo szybko duże profity w postaci rozszerzenia terytorium księstwa. Jeszcze w 1346 roku zmarł bezpotomnie stryj Bolka, książę jaworski Henryk I. Wobec braku następców całość swojego dziedzictwa przekazał księciu świdnickiemu, co podniosło znacznie rangę posiadłości Bolka. Faktyczny rozrost terytorialny księstwa nastąpił dopiero po 1356 roku, kiedy dzięki gospodarności księcia świdnickiego i zgromadzeniu dużej ilości funduszy mógł Bolko zająć się wykupywaniem zastawów od z reguły mocno zadłużonych książąt śląskich. W ten sposób Bolko stał się właścicielem od 1358 roku Złotego Stoku (niem. Reichenstein) w księstwie ziębickim z kopalniami złota, oraz połowy księstwa brzeskiego i oławskiego, wykupionego z rąk Wacława I legnickiego, a w 1359 roku z ramienia Karola IV otrzymał grody na pograniczu czesko-śląskim z Frydlantem na czele, oraz wykupił od książąt cieszyńskich za 2300 grzywien srebra księstwo siewierskie. Wreszcie w 1368 roku wykupił od księcia Ziębic Kąty Wrocławskie. Dobre stosunki z Karolem IV umożliwiły Bolkowi załatwienie nierozwiązanego od 1331 roku problemu schedy po księciu głogowskim Przemku. W 1360 r. cesarz uznał prawa do tego księstwa wdowie po Przemku, a siostrze Bolka Konstancji świdnickiej. Stan ten utrzymał się krótko, gdyż już rok później wobec śmierci Konstancji Karol IV nadał w dożywotnie władanie w połowie księstw głogowskiego i ścinawskiego Bolkowi II. Największą zdobyczą okazało się jednak nabycie razem z Karolem 14 kwietnia 1364 r. za ogromną sumę 21 000 grzywien srebra dożywotnich praw do zarządzania Łużycami, dzięki czemu Bolko stał się ważnym partnerem w układach politycznych w Europie.

## Bolko II arbitrem w sporach monarchów europejskich
Jego elastyczność polityczna została już zresztą doceniona wcześniej, kiedy w 1363 roku został zaproszony razem z królem polskim do rozstrzygnięcia sporu między Rudolfem IV Założycielem i Ludwikiem Andegaweńskim, co było zresztą prologiem do zjazdu monarchów w Krakowie w roku następnym, gdzie zresztą również Bolko był obecny. Bolko goszcząc na swym dworze mnicha Wawrzyńca Blumenaua doradzał za jego pośrednictwem biskupom magdeburskim.

## Śmierć i następstwo

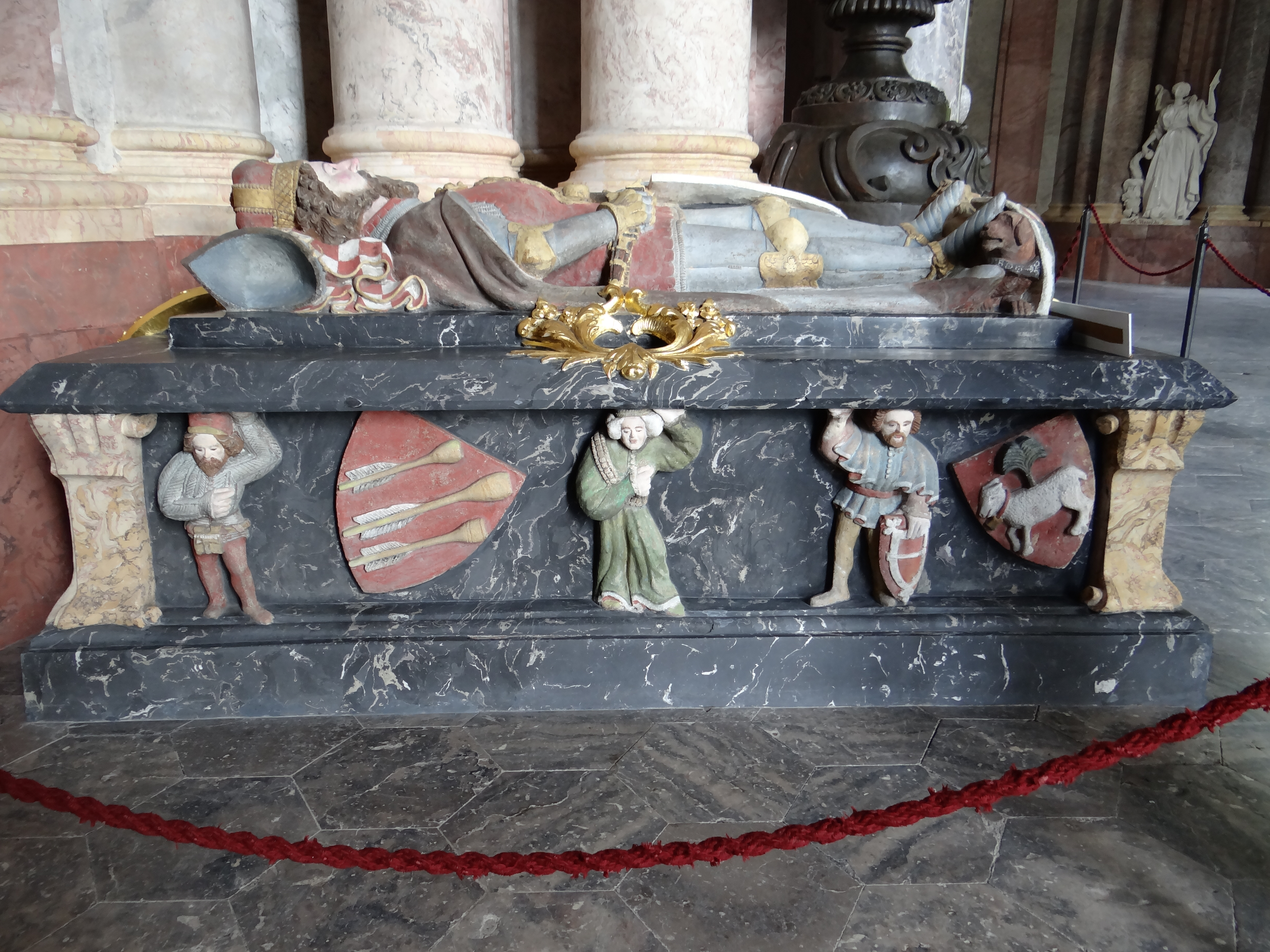
Sarkofag Bolka II w Krzeszowie

Bolko II Mały zmarł 28 lipca 1368 roku i został pochowany w klasztorze cystersów w Krzeszowie, gdzie do dzisiejszego dnia zachował się jego nagrobek tumbowy. Rzeźba zmarłego naturalnej wielkości, na której ubrany jest w zbroję współczesnego mu typu, w lewej ręce trzyma tarczę ze śląskim orłem, w prawej mizerykordię. Głowa nakryta książęcą czapką seniora spoczywa na hełmie garnkowym. Pod stopami pies, lwiątko i tarcza herbowa. Trzy płaskorzeźbione figurki na boku tumby przedstawiają giermka, księdza i kupca.
Księstwo świdnicko-jaworskie dostało się, jako oprawa wdowia w ręce księżnej, Agnieszki Habsburskiej. Po jej śmierci w 1392 roku zostało połączone z Koroną Czeską jako wiano bratanicy Bolka II, księżniczki Anny świdnickiej, żony króla czeskiego i cesarza rzymskiego Karola IV.

## Bolko II Mały w literaturze
Panowanie Bolka II Małego opisane zostało w obszernej powieści Władysława Jana Grabskiego Rapsodia świdnicka, ukończonej w 1953 r., a wydanej dwa lata później wskutek przetrzymania przez cenzurę. W powieści tej pojawia się motyw istnienia rzekomego syna księcia, również imieniem Bolesław, który miał zginąć w dzieciństwie (w 1347 r.) w niejasnych okolicznościach, zabity uderzeniem cegły przez dworskiego błazna Jakuba Tau. Jest to nieudokumentowana historia powtarzana w niemieckojęzycznych legendach; istnienie książęcia wspomina tylko jeden kronikarz, nie wymieniając nawet jego imienia. Bolko II Mały zmarł bezpotomnie (istnienie jego córki o imieniu Elżbieta również jest niepewne).
W XVIII wieku istnienie rzekomego Bolka III było jednak traktowane jako fakt, a w Mauzoleum Piastów Śląskich w Krzeszowie, w którym pochowany jest Bolko II, umieszczono epitafium poświęcone śmierci książęcia.
W 2018 nakładem Oficyny Wydawniczej Atut z Wrocławia wydano powieść Jaworowi Ludzie (Rzecz o czasach Bolka II świdnickiego) autorstwa Joanny Żak-Bucholc, opartą na autentycznych wydarzeniach z epoki oraz historycznych postaciach z otoczenia księcia. W roku 2022 autorka wydała kontynuację powieści w kolejnym tomie, Jaworowi ludzie II (Rzecz o czasach księżnej Agnieszki), gdzie losy bohaterów powieści przeplatają się z historią panowania na Śląsku żony Bolka II – księżnej Agnieszki, która po śmierci męża w 1368 roku otrzymała księstwo jako oprawę wdowią.
W 2021 nakładem Wydawnictwa Literatura ukazała się książka dla młodzieży Grażyny Bąkiewicz Bolko Mały, której bohaterem jest książę świdnicki.